# Coupe de Russie de basket-ball
La Coupe de Russie de basket-ball (en russe : Кубок России по баскетболу) est la coupe nationale russe de basket-ball. Elle est organisée depuis 2000 (et annuellement depuis 2003).
La coupe se termine par une finale à quatre. Selon les années, un match de classement a lieu pour la troisième et quatrième place.
Depuis la saison 2014-2015, les équipes participant à la compétition doivent être composées uniquement de joueurs russes. Cette règle empêche la participation des meilleures équipes russes, dont les effectifs comptent des joueurs non-Russes.

## Palmarès duFinal Four
| Saison    | Vainqueur                   | Finaliste                    | Demi-finalistes                                              | Lieu                    | MVP                       |
| --------- | --------------------------- | ---------------------------- | ------------------------------------------------------------ | ----------------------- | ------------------------- |
| 1999-2000 | Lokomotiv Mineralnye Vody   | Spartak Saint-Pétersbourg    | 3e : Ural Great Perm 4e : Dinamo-Avtodor Volgograd           | Sotchi                  | N/A                       |
| 2002-2003 | UNICS Kazan                 | CSKA Moscou                  | Ural Great Perm BC Khimki                                    | Iekaterinbourg          | N/A                       |
| 2003-2004 | Ural Great Perm             | CSKA Moscou                  | 3e : UNICS Kazan 4e : BC Khimki                              | Perm                    | N/A                       |
| 2004-2005 | CSKA Moscou                 | UNICS Kazan                  | 3e : Dynamo Moscou 4e : BC Khimki                            | Moscou                  | N/A                       |
| 2005-2006 | CSKA Moscou                 | BC Khimki                    | 3e : UNICS Kazan 4e : Trioumf Lioubertsy                     | Khimki                  | Theo Papaloukás           |
| 2006-2007 | CSKA Moscou                 | UNICS Kazan                  | Dynamo Moscou Trioumf Lioubertsy                             | Kazan                   | Alekseï Savrassenko       |
| 2007-2008 | BC Khimki                   | CSKA Moscou                  | UNICS Kazan Dynamo Moscou                                    | Vidnoïe                 | Maciej Lampe              |
| 2008-2009 | UNICS Kazan                 | Dynamo Moscou                | 3e : CSKA Moscou 4e : Trioumf Lioubertsy                     | Lioubertsy              | Krešimir Lončar           |
| 2009-2010 | CSKA Moscou                 | UNICS Kazan                  | 3e : Spartak Saint-Pétersbourg 4e : BC Khimki                | Moscou                  | Viktor Khryapa            |
| 2010-2011 | Spartak Saint-Pétersbourg   | BC Nijni Novgorod            | 3e : Ienisseï Krasnoïarsk 4e : Lokomotiv Kouban-Krasnodar    | Krasnoïarsk             | Pero Antić                |
| 2011-2012 | Krasnye Krylya Samara       | Spartak Primorie Vladivostok | 3e : Spartak Saint-Pétersbourg 4e : BC Oural                 | Samara                  | Brion Rush                |
| 2012-2013 | Krasnye Krylya Samara       | Spartak Saint-Pétersbourg    | 3e : Spartak Primorie Vladivostok 4e : Ienisseï Krasnoïarsk  | Vladivostok             | Aaron Miles               |
| 2013-2014 | UNICS Kazan                 | Lokomotiv Kouban-Krasnodar   | Khimki Moscou Krasny Oktyabr Volgograd (en)                  | Kazan                   | Andrew Goudelock          |
| 2014-2015 | BK Novossibirsk (en)        | Dynamo Moscou                | 3e : Spartak Primorie Vladivostok 4e : Krasnye Krylya Samara | Novossibirsk            | Sergueï Tokarev (ru)      |
| 2015-2016 | BK Perm                     | Zénith Saint-Pétersbourg     | 3e : Temp-SOuMZ 4e : CSK Samara                              | Moscou                  | Aleksandr Vinnik (ru)     |
| 2016-2017 | BK Novossibirsk             | PSK Sakhaline                | 3e : BK Parma 4e : Temp-SOuMZ Revda (en)                     | Iekaterinbourg          | Sergueï Tokarev (ru) (2)  |
| 2017-2018 | Lokomotiv Kouban-Krasnodar  | BK Nijni Novgorod            | 3e : BK Novossibirsk 4e : BK Irkout                          | Krasnodar               | Dmitri Koulaguine         |
| 2018-2019 | BK Perm                     | BK Nijni Novgorod            | 3e : BK Novossibirsk 4e : Spartak Saint-Pétersbourg          | Nijni Novgorod          | Aleksandr Platounov (ru)  |
| 2019-2020 | CSK Samara                  | Temp-SOuMZ Revda             | 3e : BC Vostok-65 4e : Ouralmach Iekaterinbourg              | Revda Samara            | Vladimir Pitchourkov (ru) |
| 2020-2021 | Temp-SOuMZ Revda            | BC Vostok-65                 | 3e : CSK Samara 4e : BC Koupol-Rodniki                       | Ioujno-Sakhalinsk Revda | Viktor Zariajko (ru)      |
| 2021-2022 | CSK Samara                  | Temp-SoUMZ-OuGMK Revda       | 3e : Runa Basket Moscou 4e : BC Novossibirsk                 | Revda Samara            | Maksim Cheleketo (ru)     |
| 2022-2023 | BK Nijni Novgorod           | Zénith Saint-Pétersbourg     | 3e PBC MBA Moscou : 4e : BC Khimki Moscou                    | Saint-Pétersbourg       | Trent Frazier (en)        |
| 2023-2024 | Zénith Saint-Pétersbourg    | BK Nijni Novgorod            | 3e BK Ouralmach Iekaterinbourg : 4e : PBC MBA Moscou         | Iekaterinbourg          | Trent Frazier (2)         |
| 2024-2025 | BK Ouralmach Iekaterinbourg | BK Nijni Novgorod            | 3e PBC MBA Moscou : 4e : BC Khimki Moscou                    | Nijni Novgorod          | Hayden Dalton             |